# 技术战略
技术战略是公司製訂的一种規劃，其中包括公司内與技术使用有关的目标、原则、策略、指導如何獲取、分配和管理IT资源。此类战略主要侧重于技术本身，在某些情况下还包括直接管理这些技术的人员。就信息技术而言，该战略通常由来自信息技术部门的成員制定。信息技术战略製訂後再由企業的首席技术官或同等人员負責領導實施。